# 2 zbraně
2 zbraně (v anglickém originále 2 Guns) je americký akční film z roku 2013. Režisérem filmu je Baltasar Kormákur. Hlavní role ve filmu ztvárnili Denzel Washington, Mark Wahlberg, Paula Patton, Bill Paxton a James Marsden.

## Obsazení
| Denzel Washington  | Robert Lynn Trench |
| Mark Wahlberg      | Michael Stigman    |
| Paula Patton       | Deb Rees           |
| Bill Paxton        | Earl               |
| James Marsden      | Harold Quince      |
| Fred Ward          | admirál Tuwey      |
| Edward James Olmos | Manny Greco        |
| Robert John Burke  | agent Jessup       |